# Niente per bocca
Niente per bocca è un film del 1997 diretto da Gary Oldman. Presentato in concorso al 50º Festival di Cannes, ha valso a Kathy Burke il premio per la migliore interpretazione femminile.

## Trama
In una zona operaia della South London, Billy, un ventenne tossicomane, vive con sua madre Janet e sua nonna Kath. La sorella Valerie è sposata con Raymond, un uomo violento, che ha un problema con l'alcol e con le droghe e che da bambino è stato vittima di violenza assistita. Nonostante Valerie sia incinta del secondo figlio, continua a bere alcolici e a fumare. Billy ruba la cocaina di Raymond, il quale lo aggredisce verbalmente e lo butta fuori di casa. Sotto i fumi dell'alcol e della gelosia, Raymond picchia sua moglie, causandole un aborto spontaneo. Valerie decide di rompere con suo marito e va a vivere a casa di sua madre, dove viene a sapere che Billy è stato arrestato. Raymond fa a pezzi l'appartamento in un'esplosione di rabbia. Valerie lo accoglie di nuovo in casa sua e insieme vanno a trovare Billy in carcere.

## Accoglienza
Nil by Mouth ha ricevuto recensioni generalmente positive. Su Rotten Tomatoes, il 77% delle 30 recensioni dei critici sono positive, con una valutazione media di 6,7/10. Il film ha incassato 266.130 dollari in 18 sale cinematografiche statunitensi.

## Riconoscimenti
- 1997 - Festival di Cannes
  - Premio per la migliore interpretazione femminile a Kathy Burke
- 1998 - BAFTA
  - Miglior film
  - Migliore sceneggiatura originale a Gary Oldman
- 1998 - British Independent Film Awards
  - Miglior attrice a Kathy Burke
  - Miglior attore a Ray Winstone
  - Miglior esordiente a Laila Morse
- 1997 - Camerimage
  - Rana d'argento a Ron Fortunato